# Wairarapa Fault
Die Wairarapa Fault ist eine geologische Verwerfung in der Region Greater Wellington auf der Nordinsel von Neuseeland.

## Geographie
Die Verwerfung, die Teil des North Island Fault System ist, verläuft an der Südostflanke der Remutaka Range, parallel zur Bergkette in südwestlicher Richtung. Sie beginnt nördlich der kleinen Siedlung Mauriceville, rund 25 km nördlich von Masterton und endet rund 20 km nordöstlich von Turakirae Head, am westlichen Ende der Palliser Bay. Die Wairarapa Fault erstreckt sich damit über eine Länge von rund 80 km.

## Geologie
Die Nordinsel von Neuseeland liegt an der östlichen Kante der Australischen Platte, unter die sich im sogenannten Hikurangi Trench die Pazifische Platte mit 38 mm bis 50 mm pro Jahr in südwestliche Richtung verschiebt. Durch die Verschiebungen entstehen an dieser Subduktionszone Spannungen in der Australischen Platte, die zu Brüchen, Verwerfungen und dadurch verursacht, zu Erdbeben führen. Die Wairarapa Fault gehört mit der Wellington Fault, der Ohariu Fault und der Carterton Fault zu den größeren Verwerfungen im Süden der Nordinsel. Sie verschiebt sich mit einer Geschwindigkeit von 39 mm pro Jahr in südwestlicher Richtung, wobei auf der westlichen Seite der Verwerfung Bodenanhebungen zumeist in nordwestliche Richtungen erfolgen. Durch diese Anhebungen gewinnen die Remutaka Range weiterhin an Höhe, während sich auf der südöstlichen Seite das ausgedehnte Wairarapa Valley mit dem Lake Wairarapa weiter ausbildet. Die Tiefe der Verwerfung wird mit bis zu 20–30 km angenommen.

## Historische Erdbeben
Das größte jemals in Neuseeland an Land gemessene Erdbeben, seit der Erdbebenaufzeichnungen, war das Wairarapa-Erdbeben im Jahr 1855. Mit einer Stärke von 8,2 bis 8,3 MW veränderte es die Landschaft entlang einer mehr als 100 km langen Verwerfungslinie erheblich. Geländeanhebungen mit bis zu knapp über 6 Metern führten z. B. an der Palliser Bay zu erheblichen Verschiebungen der Uferlinie in Richtung See. Horizontal verschoben sich die beiden Seiten der Verwerfung um bis zu 18 Metern.
Zwei weitere größere Erdbeben fanden später im Jahr 1942 (Wairarapa-Erdbeben von 1942) mit den Stärken 7,0 und 7,2 MS mit dem Epizentrum nahe Masterton statt.
Heute geht man jedoch davon aus, dass sich ein durch die Wairarapa Fault verursachtes größeres Erdbeben in den nächsten hundert Jahren mit einer höheren Wahrscheinlichkeit nicht wieder ereignen kann, da das Beben von 1855 erheblich Spannungen in der Verwerfung abgebaut hat. Russ Van Dissen, ein Geologe und Erdbebenfachmann der GNS Science, bezifferte die Wahrscheinlichkeit eines ähnlichen Erdbebens mit 1 bis 2 %.